# Afledning
Afledning beskriver indenfor lingvistikken en morfologisk process, som danner nye leksemer af allerede eksisterende leksemer. Leksemerne fisker og fiskeri (som i: en fisker, industrielt fiskeri) er for eksempel afledninger af udsagnsordet at fiske. Se også bøjningsform.
| Sprog | Spire Denne artikel om sprog er en spire som bør udbygges. Du er velkommen til at hjælpe Wikipedia ved at udvide den. |